# ТЕС Санто-Амаро
ТЕС Санто-Амаро — теплова електростанція на острові Сан-Томе у Гвінейській затоці, за кілька кілометрів на північний захід від столичного міста Сан-Томе. Після введення у 2017 році другої черги стала найпотужнішою ТЕС у острівній країні Сан-Томе і Принсіпі, випередивши ТЕС Сан-Томе.
Станцію спорудила у 2010 році компанія Empresa de Água e Electricidade (EMAE), яка належить уряду країни (51 %) та ангольській нафтогазовій корпорації Sonangol. Вона складалася з п'яти дизель-генераторів потужністю по 1,7 МВт, розрахованих на споживання нафтопродуктів.
У 2017-му додали другу чергу в складі трьох генераторів загальною потужністю 6 МВт. Це допомогло вирішити серйозну кризу енергопостачання, що виникла через поганий технічний стан обладнання на ТЕС Сан-Томе.